# 2006年のNBAファイナル
2006年のNBAファイナルは、同年の6月8日から20日にかけ6試合にわたり行われ、ウェスタン・カンファレンスの覇者ダラス・マーベリックスとイースタン・カンファレンスの覇者マイアミ・ヒートが対戦、マイアミ・ヒートが4勝2敗で初優勝を飾った。ともに本拠地がアメリカン航空がスポンサーだったため、いわゆるアメリカン航空シリーズとも呼ばれた。大会の最優秀選手はドウェイン・ウェイドが獲得した。
両チームのレギュラーシーズンの成績は、52勝30敗のマイアミ・ヒートがイースタン・カンファレンス2位でサウスイースト・ディビジョン1位、60勝22敗のダラス・マーベリックスがウェスタン・カンファレンス2位でサウスウェスト・ディビジョン2位だった。ともにNBAファイナルに進出したのはチーム史上初めてだった。
シャキール・オニールにとっては4度目の優勝で、ロサンゼルス・レイカーズを離れて以降は初めての優勝だった。全盛期にはリーグを代表する選手だったアロンゾ・モーニングやゲイリー・ペイトンにとっては30代後半に入ってからの初優勝だった。ヒートのパット・ライリー監督にとっては監督として5度目で1988年にレイカーズで経験して以来18年ぶりの優勝だった。

## 戦評
シリーズ最初の5戦は本拠地チームが勝利。敵地で第6戦をものにしたヒートが初のNBAファイナルの覇者となった。初めの2試合を落としたチームが逆転して優勝したリーグ史上3度目の例となった。レギュラーシーズンでの勝ち星が上回るダラス・マーベリックスがホームコートアドバンテージを得ており、7戦目までシリーズが続いた場合はマーベリックスのホーム戦が1試合多くなっているはずだった。
優勝したマイアミ・ヒートはシリーズ全体を通してドウェイン・ウェイドが得点面で活躍した他、シャキール・オニールが攻守でインサイドを支えた。ヒートはアロンゾ・モーニングやゲイリー・ペイトンら控えのベテラン勢の活躍も目立った。またヒートはフリースローが低調な試合が多く、フリースローを苦手とするオニールがファウルをしばしば受ける展開が見られた。
ダラス・マーベリックスの大黒柱ダーク・ノヴィツキーは6試合中4試合でチーム最多の得点を上げたものの、スリーポイントシュートが低調な試合が多かった。マーベリックス全体でもシリーズ終盤ではスリーポイントシュートは低調だった。

## 日程
- 第1戦：6月8日＠ダラス
- 第2戦：6月11日＠ダラス
- 第3戦：6月13日＠マイアミ
- 第4戦：6月15日＠マイアミ
- 第5戦：6月18日＠マイアミ
- 第6戦：6月20日＠ダラス

## 第1戦
| チーム   | 1  | 2  | 3  | 4  | 合計 |
| -------- | -- | -- | -- | -- | ---- |
| マイアミ | 31 | 13 | 24 | 12 | 80   |
| ダラス   | 23 | 23 | 24 | 20 | 90   |

## 第2戦
| チーム   | 1  | 2  | 3  | 4  | 合計 |
| -------- | -- | -- | -- | -- | ---- |
| マイアミ | 17 | 17 | 24 | 27 | 85   |
| ダラス   | 18 | 32 | 32 | 17 | 99   |

## 第3戦
| チーム   | 1  | 2  | 3  | 4  | 合計 |
| -------- | -- | -- | -- | -- | ---- |
| ダラス   | 21 | 22 | 34 | 19 | 96   |
| マイアミ | 29 | 23 | 16 | 30 | 98   |

## 第4戦
| チーム   | 1  | 2  | 3  | 4  | 合計 |
| -------- | -- | -- | -- | -- | ---- |
| ダラス   | 25 | 19 | 23 | 7  | 74   |
| マイアミ | 30 | 24 | 24 | 20 | 98   |

## 第5戦
| チーム   | 1  | 2  | 3  | 4  | 延長 | 合計 |
| -------- | -- | -- | -- | -- | ---- | ---- |
| ダラス   | 21 | 30 | 20 | 22 | 7    | 100  |
| マイアミ | 24 | 19 | 27 | 23 | 8    | 101  |

## 第6戦
| チーム   | 1  | 2  | 3  | 4  | 合計 |
| -------- | -- | -- | -- | -- | ---- |
| マイアミ | 23 | 26 | 22 | 24 | 95   |
| ダラス   | 30 | 18 | 20 | 24 | 92   |

## 雑学
- シャキール・オニールがNBAファイナルに初出場したのはオーランド・マジック時代の1995年。この時もホームでの2連敗でシリーズは始まった。最終的に4連敗でヒューストン・ロケッツにスイープ(sweep)された。